# Nói chuyện
Nói chuyện là cách con người giao tiếp bằng giọng nói và ngôn ngữ. Mỗi ngôn ngữ sử dụng sự kết hợp âm vị của nguyên âm và phụ âm để tạo ra âm thanh cho từng từ. Trong khi nói, người nói thực hiện nhiều hành động ngôn ngữ, như thông báo, tuyên bố, hỏi, thuyết phục, chỉ dẫn, và sử dụng cách phát âm, ngữ điệu, âm lượng, nhịp độ, cùng các khía cạnh không biểu đạt khác như cử chỉ và giọng điệu để truyền đạt ý nghĩa. Thông qua giọng điệu, người nói cũng không ý muốn thể hiện nhiều khía cạnh về tình trạng xã hội của họ, như giới tính, tuổi, nơi xuất thân, tình trạng tâm lý, tình trạng sức khỏe, trình độ học vấn, và nhiều khía cạnh khác.